# Joseph Chesire
Joseph Chesire (Kenia, 12 de noviembre de 1957) es un atleta keniano retirado especializado en la prueba de 1500 m, en la que consiguió ser medallista de bronce mundial en pista cubierta en 1985.

## Carrera deportiva
En los Juegos Mundiales en Pista Cubierta de 1985 ganó la medalla de bronce en los 1500 metros, con un tiempo de 3:41.38 segundos, tras el australiano Michael Hillardt y el español José Luis González (plata). Terminó cuarto en la final de los 1500 metros en los Juegos Olímpicos de Los Ángeles 1984 y Barcelona 1992.